# Farid Daoud
Farid Daoud (arabisch فريد داوود; * 25. August 1989 in Tizi Ouzou) ist ein algerischer Fußballspieler, der seit 2014 beim RC Arbaâ unter Vertrag steht.

## Karriere

### Verein
Farid Daoud begann seine Karriere in der Jugend seiner Heimatstadt Tizi Ouzou, bei JS Kabylie. Um sein Studium zu beenden, verließ er den Verein kurz, kehrte aber später wieder zurück, um seine aktive Laufbahn weiter zu verfolgen. 2007 wechselte er dann in die Jugend vom MC Alger, wo er kurz darauf in die Profimannschaft hochgezogen wurde. Am 12. Dezember 2007 kam er beim 0:0-Unentschieden gegen WA Tlemcen zu seinem Ligadebüt, als er in der 70. Minute eingewechselt wurde. In der Saison 2009/10 schaffte er es mit seiner Mannschaft die erste Meisterschaft seit 1999 zu gewinnen. 
Zur Saison 2014/15 wechselte Daoud zum RC Arbaâ.

### Nationalmannschaft
Am 14. September 2009 wurde Daoud erstmals von Trainer Abdelhak Benchikha für das Trainingscamp der algerischen U-23-Nationalmannschaft eingeladen. Er gehörte im Dezember 2010 dem U-23-Kader an, der beim North African Nations Cup den ersten Platz belegte.

## Titel und Erfolge
- Algerischer Meister 2009/10